# Alain Margoni
Alain Margoni (* 13. Oktober 1934 in Neuilly-Plaisance) ist ein französischer Komponist.
Margoni studierte am Conservatoire de Paris Harmonielehre bei Henri Challan, Kontrapunkt und Fuge bei Noël Gallon, Orchesterleitung bei Louis Fourestier, Musikanalyse bei Olivier Messiaen und Ondes Martenot bei Maurice Martenot. Beim Wettbewerb um den Prix de Rome gewann er 1957 und 1958 je einen zweiten Preis und 1959 den Premier Grand Prix mit der Kantate Dans les Jardins d’Armide nach Torquato Tassos La Gerusalemme liberata.
Nach dem mit dem Preis verbundenen vierjährigen Aufenthalt in der Villa Medici in Rom wirkte er neun Jahre lang an der Comédie-Française, zunächst als factotum musical, später als musikalischer Leiter. Danach erhielt er am Conservatoire de Paris einen Lehrstuhl für Musikanalyse. Daneben wirkte er als Conferencier, Dirigent, Improvisator mit den Ondes Martenot, trat als Pianist und Musiktheoretiker und musikalischer Komödiant auf, Letzteres mit Jérôme Deschamps und Alain Germain.
Für Germain schrieb er die Musik zu dem Stück Un piano pour deux pianistes, in dem er selbst 1987 mit Pascal Le Corre auftrat. Neben etwa 150 Film-, Fernseh- und Schauspielmusiken komponierte Margoni eine musikalische Erzählung über die Entdeckung Amerikas, eine Oper, ein Oratorium sowie zahlreiche kammermusikalische Werke.

## Werke
- Après une lecture de Goldoni, Fantasie im Stil des 18. Jahrhunderts für Bassposaune, Tuba oder Saxhorn und Klavier, 1964
- Après une lecture d’Hoffmann, Improvisation für Kontrabass und Klavier, 1967
- Après une lecture de Dreiser für Fagott und Klavier, 1969
- Quatre personnages de Calderon für Gitarre, 1972
- Cadence et danses für Altsaxophon und Klavier, 1974
- Séquence pour un hymne à la nuit für Cello und Klavier, 1979
- Dialogue, détente et stretto für Trompete oder Kornett und Klavier, 1980
- Trois eaux-fortes für Viola und Klavier, 1982
- Danse ancienne (chaconne) et danse moderne für zwei Harfen
- Le Petit livre de Gargantua für Tenorposaune und Klavier in drei Bänden, 1982
- Petit théâtre für Oboe und Klavier, 1982
- Elégie für Posaune und Klavier, 1983
- Sur un thème de John Bull für Horn und Klavier
- Dix Etudes dans le style contemporain für Klarinette, 1983
- Les Caractères, Variationen für Oboe und Klavier, 1984
- Variation et hommage für Klarinette
- Pierrot ou les secrets de la nuit, Oper nach einem Libretto von Rémi Laureillard nach Michel Tournier, 1990
- Premier Quatuor de saxophones, 1991
- Promenades romaines für Altsaxophon und Klavier, 1993–95
- L'Enfant des alpages, Oratorium für Kinderchor, Instrumentalensemble und Alpenhörner, 1996
- Dix Etudes dans le style contemporain für Saxophon, 1999
- Sonate für Baritonsaxophon
- Filmmusik zum dreiteiligen Fernsehfilm Les maîtres du pain von Hervé Baslé, 2001
- Quatre chants vénitiens für Sopran, Tenorsaxophon und Klavier, 2001
- L'Ile des Guanahanis, musikalische Erzählung nach einem Buch von Rémi Laureillard für einen Schauspieler, Chor und Orchester

| Personendaten    | Personendaten           |
| ---------------- | ----------------------- |
| NAME             | Margoni, Alain          |
| KURZBESCHREIBUNG | französischer Komponist |
| GEBURTSDATUM     | 13. Oktober 1934        |
| GEBURTSORT       | Neuilly-Plaisance       |